# Бухарестская девятка
«Бухарестская девятка» (Бухарестский формат, Б9, Б-9, B9 или B-9; англ. Bucharest Nine, пол. Bukaresztańska Dziewiątka, рум. Formatul București) — объединение девяти стран Центральной и Восточной Европы, созданное для углубления военного сотрудничества между странами восточного фланга НАТО.
В состав объединения входят Болгария, Венгрия, Эстония, Литва, Латвия, Польша, Румыния, Словакия и Чехия.

## История

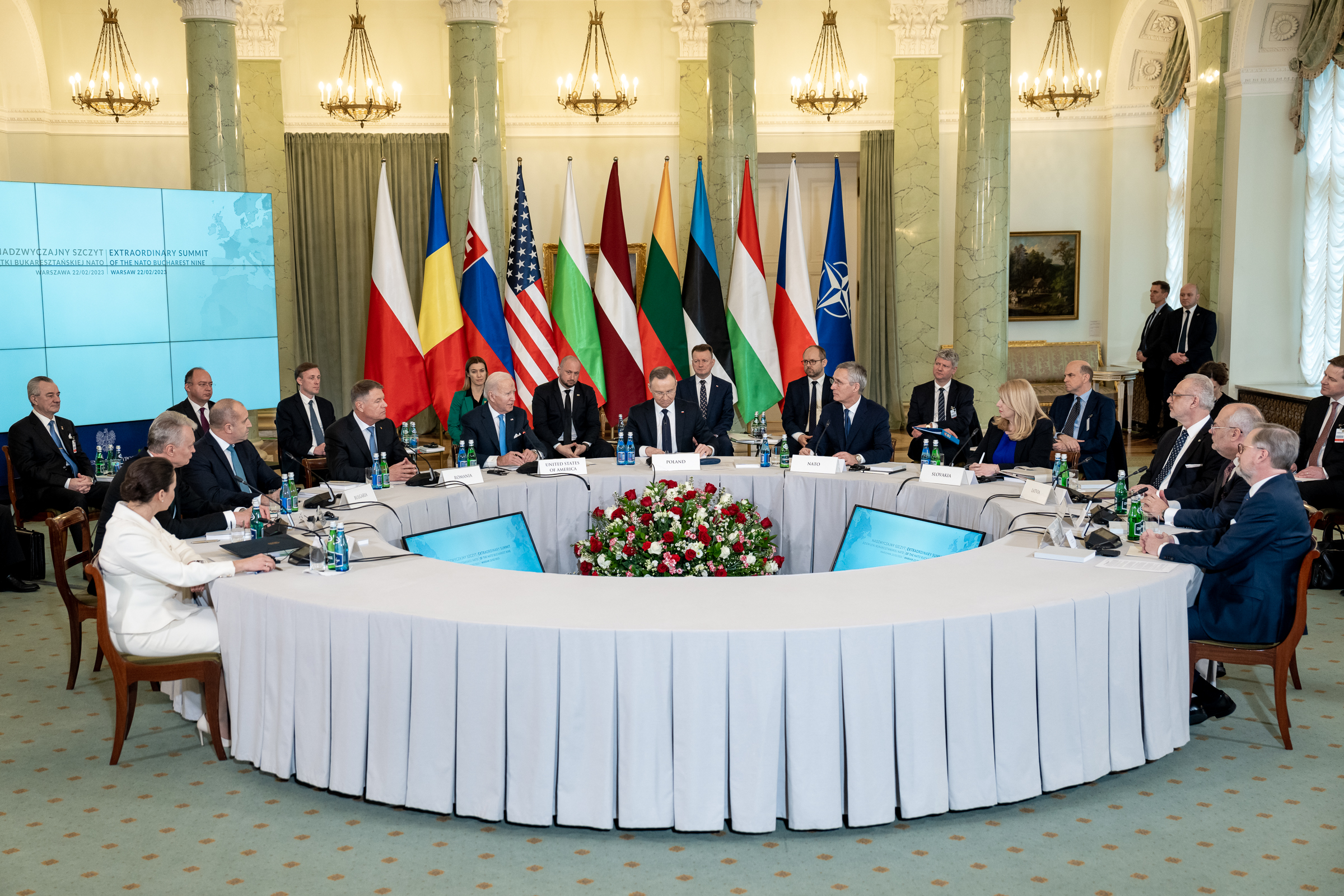
Саммит «Бухарестской девятки» в Варшаве 22 февраля 2023 года

Создание объединения было инициировано президентом Польши Анджеем Дудой и президентом Румынии Клаусом Йоханнисом. Впервые лидеры «Бухарестской девятки» встретились 22 июля 2014 года в Варшаве, где обсудили вооружённый конфликт на востоке Украине и предстоящий саммит НАТО в Ньюпорте. Создание объединения стало следствием аннексии Крыма Россией и конфликта на востоке Украины. Все члены объединения ранее входили в Восточный блок, СССР или Организацию Варшавского договора.
Официальной датой создания «Бухарестской девятки» считается 4 ноября 2015 года, когда на мини-саммите восточного фланга НАТО в Бухаресте (отсюда и название группы) лидеры «девятки» подписали декларацию, регулирующую принципы их военного сотрудничества.
10 мая 2021 года во время саммита по видеосвязи к участникам присоединился президент США Джо Байден. Президент Румынии Иоаннис тогда заявил, что в условиях приближения российских войск к границе Украины «восточноевропейские государства НАТО хотели бы увеличения военного присутствия союзников на восточном фланге».

## Цели
Основные цели «Бухарестской девятки»:
- усиление восточного фланга НАТО, в частности, против действий России;
- обеспечение стабильности и безопасности стран Центральной и Восточной Европы;
- развитие военного сотрудничества между государствами;
- усиление голоса отдельных государств в Североатлантическом альянсе.

## Встречи и саммиты

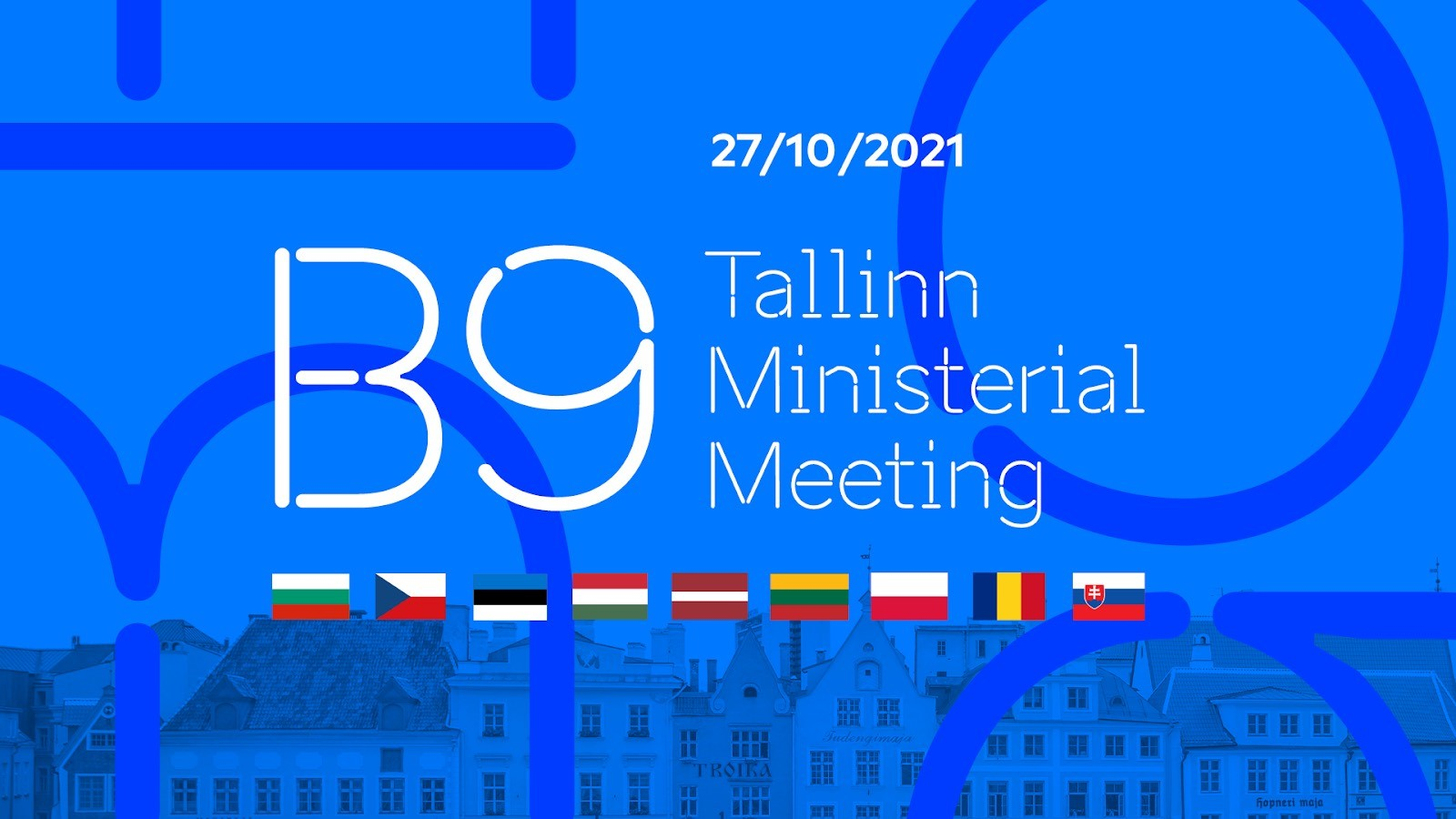
Постер встречи в Таллине в октябре 2021 года

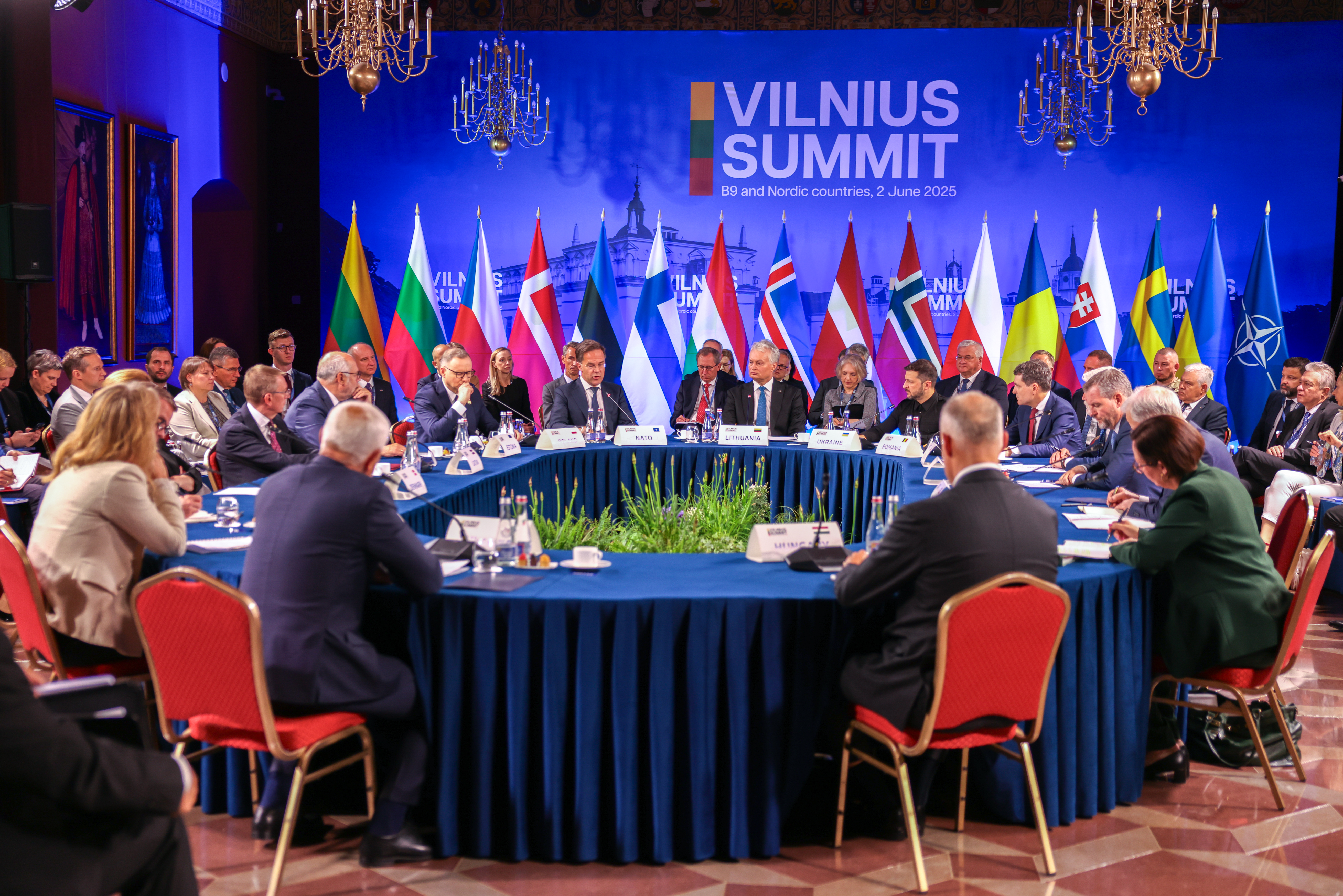
Встреча в Вильнюсе 2 июня 2025 года с участием Северных стран и Украины

В рамках «Бухарестской девятки» организуются встречи и саммиты с участием представителей государств-членов (президентов, министров иностранных дел, министров обороны, членов парламента, советников по национальной безопасности или председателей комитетов по обороне парламентских групп).
Список встреч «Бухарестской девятки»
| №  | Дата | Место      | Ист    |
| -- | ---- | ---------- | ------ |
| 1  | 2015 | Бухарест   | [ 8 ]  |
| 2  | 2016 | Бухарест   | [ 12 ] |
| 3  | 2017 | Варшава    | [ 13 ] |
| 4  | 2018 | Варшава    | [ 14 ] |
| 5  | 2019 | Кошице     | [ 15 ] |
| 6  | 2020 | Вильнюс    | [ 16 ] |
| 7  | 2021 | Бухарест   | [ 17 ] |
| 8  | 2021 | Таллин     | [ 18 ] |
| 9  | 2022 | Братислава | [ 19 ] |
| 10 | 2023 | Варшава    | [ 20 ] |
| 11 | 2024 | Рига       | [ 21 ] |
| 12 | 2025 | Вильнюс    |        |